# (38587) 1999 XO80
1999 XO80 (asteroide 38587) é um asteroide da cintura principal. Possui uma excentricidade de 0.11658250 e uma inclinação de 10.09673º.
Este asteroide foi descoberto no dia 7 de dezembro de 1999 por LINEAR em Socorro.